# Chironius foveatus
Espèce
Chironius foveatus  est une espèce de serpents de la famille des Colubridae.

## Répartition
Cette espèce est endémique du Brésil. Elle se rencontre sur les côtes des États d'Espírito Santo et de Santa Catarina.

## Publication originale
- Bailey, 1955 : The snakes of the genus Chironius in southeastern South America. Occasional Papers of the Museum of Zoology, University of Michigan, vol. 571, p. 1-21 (texte intégral).